# V301D
V301D（ブイ さん まる いち ディー）は、三菱電機が開発した、ボーダフォンによる第二世代携帯電話端末製品。

## 概要
ボーダフォン向け初の三菱電機製端末。丸み帯びた端末が多かった2003年当時としては、比較的角張ったデザインだった。主な仕様はJ-D08やNTTドコモ向けのD252iに近い。ただし、外部メモリには非対応で、またカメラは31万画素CMOS。液晶ディスプレイは小型だったが、輝度が従来より70%アップ。メニュー表示を英語に変化できる「バイリンガル機能」などを利用できる「グローバルモード」や「シンプルモード」を搭載。受信メールや撮影した画像などを日付単位で表示できる「ケイタイ手帳」を搭載し、J-D05、J-D06、J-D07、J-D08とメールを使って交換できる。着信メロディは40和音、文字変換には推測変換対応のATOKを採用。

## 歴史
- 2003年10月6日：V401SHと同時にボーダフォンより発表。
- 2003年11月7日：発売
- 2004年7月上旬：カメラなしモデルを発売。